# Leonatus (häst)
Leonatus, född 1880 i Kentucky, död 1898 i Kentucky, var ett engelskt fullblod, mest känd för att ha segrat i Kentucky Derby (1883).

## Bakgrund
Leonatus var en brun hingst efter Longfellow  och under Semper Felix (efter Phaeton). Han föddes upp av John Henry Miller och ägdes av Jack P. Chinn & George W. Morgan. Han tränades under tävlingskarriären av Raleigh Colston Sr. och John McGinty.
Leonatus tävlade mellan 1882 och 1883 och sprang in totalt 21 435 dollar på 11 starter, varav 10 segrar och 1 andraplats. Han tog karriärens största seger i Kentucky Derby (1883). Han segrade även i Illinois Derby (1883), Hindoo Stakes (1883), Blue Ribbon Stakes (1883), Tobacco Stakes (1883), Woodburn Stakes (1883), Ripple Stakes (1883), Himyar Stakes (1883), Dearborn Stakes (1883) och Green Stakes (1883).

## Karriär
Leonatus gjorde endast en start som tvååring, där han slutade på andra plats. Som treåring förblev han obesegrad på tio starter, alla i antingen Kentucky eller Illinois, inom loppet av 49 dagar. Även om det inte gavs några officiella utmärkelser förrän 1936, utsågs Leonatus i efterhand till American Champion Three-Year-Old Male Horse 1883.
Leonatus startade i 1883 års upplaga av Kentucky Derby som favoritspelad, och reds av jockeyn Billy Donohue, som tidigare ridit Sligo till en fjärdeplats i 1881 års Derby. Hans främsta motståndare var Drake Carter, tränad av Green B. Morris, som hoppades ta sitt andra raka Derby (han hade segrat med Apollo 1882).
I löpet tog Drake Carter ledningen, men Leonatus övertog ledningen efter en kvarts mile, och efter en halv mile var Leonatus tre längder före Drake Carter. Leonatus segrade över Drake Carter med tre längder. Leonatus utmärkte sig genom att äta upp segerrosorna vid prisceremonin.

### Som avelshingst
Leonatus stallades efter treåringssäsongen upp som avelshingst på Clay Brothers Runnymede Farm nära Paris, Kentucky. Han stannade där tills han var arton år gammal och avled 1898. Han blev en framgångsrik avelshingst och blev far till bland annat 1898 års segrare av American Derby, Pink Coat, samt 1898 års segrare av Suburban Handicap, Tillo.
Leonatus ligger begravd i en omärkt grav i vid Elkhorn Creek som går genom Runnymede Farm. Nära honom ligger Hindoo, Billet och Sir Dixon begravda.